# Lemon Tree
Lemon Tree è una canzone del gruppo tedesco Fool's Garden, estratta dall'album Dish of the Day.
Il singolo raggiunse la posizione #26 nel Regno Unito mentre nei Paesi Bassi rimase in vetta per 4 settimane. In Germania rimase in vetta alla classifica dei singoli più venduti per diverse settimane.
È arrivata in vetta alla classifica anche in Irlanda, dove Dustin the Turkey ne registrò una parodia intitolata "Christmas Tree". Anche la cantante sudcoreana Hye Kyung, ne ha registrato una cover.
La canzone è nota in Italia (dove pure ha raggiunto la quinta piazza nella classifica FIMI) anche perché è stata usata dall'azienda Stock come colonna sonora della pubblicità televisiva del liquore al limone Limoncè e di altri prodotti derivati.

## Tracce
CD single
1. Lemon Tree (3:11)
2. Finally (4:29)

CD maxi
1. Lemon Tree (3:11)
2. Finally (4:29)
3. Spirit '91 (dance mix) (4:11)

## Formazione
- Scritta da: Peter Freudenthaler e Volker Hinkel
- Voce: Peter Freudenthaler
- Basso: Thomas Mangold
- Batteria: Ralf Wochele
- Chitarra: Volker Hinkel
- Tastiera: Roland Röhl
- Copertina CD: Müller & Steeneck Stuttgart

## Classifiche internazionali
| Classifica (1996) | Miglior posizione |
| ----------------- | ----------------- |
| Australia         | 31                |
| Austria           | 1                 |
| Belgio (Fiandre)  | 2                 |
| Belgio (Vallonia) | 2                 |
| Danimarca         | 2                 |
| Finlandia         | 11                |
| Francia           | 3                 |
| Germania          | 1                 |
| Irlanda           | 1                 |
| Islanda           | 1                 |
| Italia            | 5                 |
| Nuova Zelanda     | 14                |
| Norvegia          | 1                 |
| Regno Unito       | 26                |
| Repubblica Ceca   | 7                 |
| Paesi Bassi       | 12                |
| Polonia           | 8                 |
| Svezia            | 1                 |
| Svizzera          | 2                 |
| Ungheria          | 4                 |